# Mahaleo
Pour les articles homonymes, voir Mahaleo (homonymie).
Mahaleo est un groupe musical malgache, originaire d'Antsirabe. Ils se font connaître avec leurs premières chansons telles que Adin-tsaina, Ravorondreo, Ianao et autres chansons à succès faisant du groupe l'un des pionniers de la musique malgache.

## Histoire

### Débuts
Au début des années 1970, au moment de la vague de manifestations et de soulèvements étudiants qui ont abouti à la fin du pouvoir pro-francais, les sept musiciens, Dama (Zafimahaleo Rasolofondraosolo), Dadah (Rakotobe Andrianabela), Bekoto (Honoré Rabekoto), Fafa (Famantanantsoa Rajaonarison), Nono (Rakotobe Andrianabelina), Charle (Charles Bert Andrianaivo) et Raoul (Razafindranoa Raosolosolofo) se sont ainsi rencontrés à partir de mai 1972, au gré des actions lancées dans le cadre de la grève générale, l'animant de leurs chants et de leurs instruments. Leurs études les font devenir médecin, chirurgien, agriculteur ou sociologue, mais ils poursuivent ensemble leur aventure musicale.
Musicalement, le groupe réalise une fusion entre les musiques traditionnelles des hauts-plateaux du pays, les musiques d'Afrique, de Polynésie et de Malaisie, sans oublier l'influence des musiques amplifiées occidentales omniprésente à la radio dans les années 1960 et 1970 (on reconnaît surtout l'influence de Bob Dylan).
Le groupe prend pour thème les problèmes de la vie courante, porte une parole contestataire et revendicatrice, tout en véhiculant des valeurs d'amour, d'amitié sans oublier de traiter des sujets plus graves, comme la mort par exemple. Le style est nouveau et touche la population de près, en exprimant les aspirations à l'identité malgache après la colonisation : le groupe devient ainsi rapidement populaire dans tout Madagascar.
Au fil des années et de l'expérience personnelle des musiciens, le groupe aborde d'autres thèmes liés au quotidien difficile de la population et au statut de pays du tiers-monde : l'environnement, la pauvreté, l'éducation, la délinquance, etc. Il tourne dans tout le pays, assurant plusieurs centaines de concerts. La diaspora malgache le fait également venir donner des concerts en France.
L'engagement politique des musiciens transparaît dans leur parcours personnel : Dama a endossé par deux fois un mandat de député indépendant. Il s'est également présenté à l'élection présidentielle malgache de 2018 avec 16 367 votes au premier tour. Bekoto s'est spécialisé dans la défense des droits des paysans. Charle anime une ONG nommée Cicafe et basée à Ampefy. Il collabore avec Nouvelle Planète (discussion avec Charle - Cicafe[source insuffisante]) pour développer des projets promouvant le développement en milieu rural et périurbain et organiser des voyages d'entraide. Dadah et Nono sont chirurgiens à l'hôpital universitaire d'Antananarivo.

### Célébrations et décès
L'année 2007 est marquée par la célébration des 35 ans de Mahaleo. Le groupe se tourne vers l'étranger et se produit à l'Olympia de Paris. Ce sera le premier groupe malgache à faire un spectacle en deux parties dans ce célèbre lieu. En 2009, il donne un nouveau concert à Paris à La Cigale avec Lolo Sy Ny Tariny. En outre, à l'initiative de la chaîne Malagasy Broadcasting System (MBS), un concours nommé Mahaleo Zandriny est organisé afin former un groupe qui prendrait la relève des membres actuels. Les lauréats de ce concours, dont chacun représente un des cinq chanteurs du groupe (Nono et Charle étant majoritairement tournés vers la partie instrumentale) sont élus après plusieurs semaines de concours et de représentations.
Les membres de Mahaleo ne sont plus que deux après le décès de Raoul le 3 septembre 2010, de Nono le 29 août 2014, de Fafah le 20 octobre 2019,,  de Dadah Rabel le 3 novembre 2019 et de celui de Charle le 5 août 2021.
Le groupe Mahaleo subit deux épreuves majeures en 2019, le décès de Fafa en octobre, et celui de Dadah en novembre, et encore un décès de plus en 2021, celui de Charle, le batteur du groupe. Néanmoins, malgré tous ces pertes, les deux derniers membres  perpétuent le groupe en renouant avec la scène en vue de préparer le 50e anniversaire de Mahaleo intitulé Ianareo ve hijanona sy hiaraka aminay? se traduisant par « Et vous, allez-vous rester ou continuer (le chemin) avec nous? ».

## Discographie

### Albums studio
- 1976 : Madagascar
- 1979 : Bozy
- 1982 : Spécial Xe Anniversaire (4 cassettes)
- 1997 : Tadidiko (Madagascar)
- 2002 :  Fihavanana Tsy Ravan'Ny Taona (30 Taona)
- 2007 : Mama sera

### Albums live
- 1991 : Mahaleo En Concert (Enregistrement 1983)
- 1998 : Österreichtournee 1998
- 2007 : Live à l'Olympia (Édition intégrale)

### Singles
- 1972 : Ravorondreo/Mianatra Misitaka
- 1973 : Raozy Vony/Adin-Tsaina
- 1974 : Vaonala/Tsindry Hazo Lena
- 1974 : Raha Mba Manana'Elatra/Mama Lenina
- 1976 : Izahay Mpamita/Andro Ririnina
- 1976 : Rainivoanjo/Nenina
- 1978 : Floara/Veloma Ry Fahazazana
- 1978 : Berevo/Fitia Mifamaly
- 1978 : Ianao/Vololona
- 1978 : Volasoa/Fasan'Adala
- 1978 : Saoly/Alleluia
- 1979 : Fanambabiana Tsa Mba Kilalao/Imbola
- 1979 : Hitovy Anjara/Raha Sendra Mandalo
- 1998 : O Raozy - O Rose/Das Narrengrab

### Bandes-son
- 2005 : Mahaleo (Bande originale du film de Paes & Rajaonarivelo)

## Filmographie

### Documentaires
- 2005 : Mahaleo